# Koolzaadolie

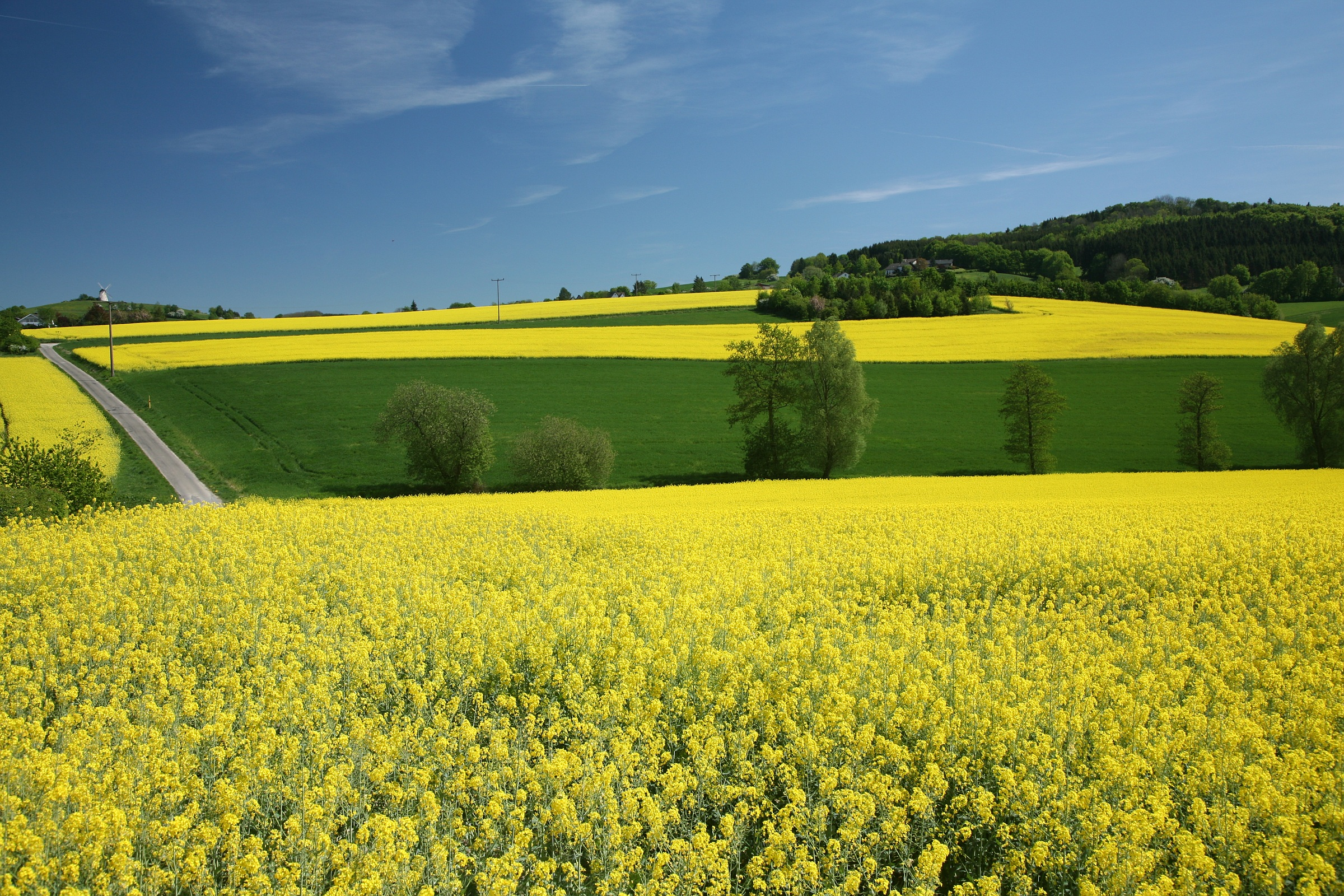
Velden met koolzaad in Duitsland

Koolzaadolie is een plantaardige olie die gewonnen wordt uit de zaden van koolzaad (Brassica napus). Een hoog gehalte aan erucazuur en glucosinolaat maakt de olie gewoonlijk ongeschikt voor menselijke consumptie. Daarom zijn speciale koolzaadolierassen ontwikkeld die relatief weinig van deze stoffen bevatten en daardoor wel geschikt zijn als voedingsmiddel.

## Biobrandstof
Olie van koolzaad is viskeuzer dan gewone dieselolie. Een kleine aanpassing van de motor voorkomt onderdruk bij gebruik in een verbrandingsmotor, door de opvoerpomp in de injectiepomp die olie aanzuigt van de tank naar de motor. Opwarming met een warmtewisselaar voorkomt dat in de motor dikke olie zich lastig laat vernevelen in de cilinders en brengt de olie dichter bij zijn ontbrandpunt. De olie blijft vloeibaar tot -15°C.
Daarnaast wordt vaak gestart met minerale dieselolie en later overgeschakeld op koolzaadolie. Voordat de motor uitgezet wordt moet deze eerst weer even op minerale dieselolie lopen om startproblemen bij de volgende start te voorkomen.
Biodieseloliën zijn mono-alkylesters terwijl vetten drievoudige esters (triglyceriden) zijn. Bij de productie van biodieselolie ontstaat als bijproduct glycerol (1,2,3-propaantriol, een 3-waardige alcohol). Er worden bovendien ontbrandingsstoffen toegevoegd om het cetaangetal te verhogen. De viscositeit is dan minder temperatuurafhankelijk, hoewel deze om te beginnen in sterke mate afhangt van de aard van de vetten die worden gebruikt voor het transestereficatieproces waarbij biodieselolie ontstaat door de reactie van een (meestal primaire) alcohol met dierlijke of plantaardige vetten in aanwezigheid van een katalysator.
Biodieselolie is vergelijkbaar met minerale dieselolie, maar een mogelijk nadeel is de hogere zuurgraad die overigens kan worden vermeden door het productieproces te optimaliseren.

## Menselijke consumptie

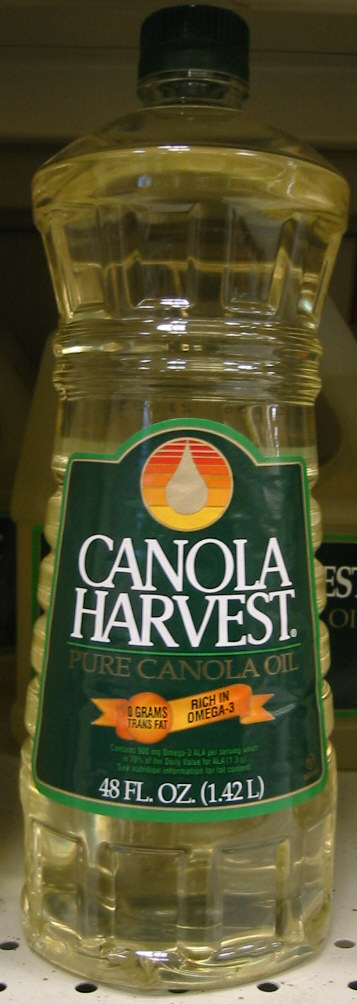
Canolaolie

Koolzaadolie bevat relatief veel erucazuur (40-50% van de vetzuurfractie) wat de olie in principe ongeschikt maakt voor menselijke consumptie. Als voedingsmiddel mag koolzaadolie praktisch geen erucazuur bevatten. Daarom zijn er koolzaadrassen ontwikkeld die weinig erucazuur (minder dan 0,5% tot 1%) bevatten en een laag gehalte aan glucosinolaat, waardoor het geschikt is voor menselijke consumptie.
Al in de late jaren 1970 is een speciale variëteit van koolzaadolie ontwikkeld die relatief weinig erucazuur bevat. Ze staat bekend onder de naam Canolaolie, wat een acroniem is van "CANadian Oil Low Acid", en soms ook onder de naam LEAR-olie ("Low Erucic Acid Rapeseed"). Canola-olie mag in de EU niet meer dan 2% erucazuur bevatten. Deze hoeveelheid is niet schadelijk voor mensen.

## Krachtvoer
Na persing van olie uit koolzaad blijft een restproduct over dat een hoge voedingswaarde heeft en in de vorm van perskoek als krachtvoer voor vee kan worden gebruikt.

## Vetzuursamenstelling
| Vetzuursamenstelling van koolzaadolie | Vetzuursamenstelling van koolzaadolie | Vetzuursamenstelling van koolzaadolie |
| ------------------------------------- | ------------------------------------- | ------------------------------------- |
| Soort vetzuur                         | Perc. (%)                             | Perc. (%)                             |
| verzadigde vetzuren                   | 7                                     |                                       |
| palmitinezuur                         |                                       | 4,2                                   |
| stearinezuur                          |                                       | 1,5                                   |
| enkelvoudig onverzadigde vetzuren     | 60,5                                  |                                       |
| palmitolzuur                          |                                       | 0,2                                   |
| oliezuur                              |                                       | 57,8                                  |
| meervoudig onverzadigde vetzuren      | 30,7                                  |                                       |
| linolzuur                             |                                       | 21                                    |
| alfalinoleenzuur                      |                                       | 9,7                                   |
| transvetzuren                         |                                       | 0                                     |

Borageolie · Castorolie (Wonderolie) · Jatrophaolie · Katoenzaadolie · Kokosolie · Koolzaadolie · Lijnzaadolie · Maisolie · Olijfolie · Palmolie · Palmpitolie · Pindaolie · Raapolie · Rijstolie · Saffloerolie · Sesamolie · Sojaolie · Teunisbloemolie · Walnootolie · Zonnebloemolie